# Найденбах
Найденбах (нем. Neidenbach) — община в Германии, в земле Рейнланд-Пфальц. 
Входит в состав района Айфель-Битбург-Прюм. Подчиняется управлению Кильбург.  Население составляет 893 человека (на 31 декабря 2010 года). Занимает площадь 9,35 км².